# Naomi (nữ diễn viên)
Naomi Russell (sinh ngày 25 tháng 9 năm 1983) là một nữ diễn viên khiêu dâm người Mỹ.

## Cuộc sống cá nhân và sự nghiệp
Naomi sinh ra ở Los Angeles, California. Cô là người gốc Nigeria và Thổ Nhĩ Kỳ, và cha cô là một Rabbi . Trước khi bước vào ngành công nghiệp phim ảnh khiêu dâm, Naomi đã chưa bao giờ quan hệ tình dục với một người phụ nữ . Trong suốt sự nghiệp của mình, Naomi đã biểu diễn trong hơn 250 bộ phim . Năm 2007, cô đoạt giải Ngôi sao mới xuất sắc nhất của năm (AVN). Cô không có mặt để nhận giải thưởng .
Sau đó, trong một cuộc phỏng vấn với AVN, cô chỉ ra rằng cô ấy có những thứ khác để làm vào ngày trao giải thưởng và cô tuyên bố rằng chuyện ấy chả có gì lớn lao cả. Cũng trong cuộc phỏng vấn này, cô đã tuyên bố rằng, trước khi cô tham gia đóng phim về nội dung khiêu dâm, cô chưa bao giờ tham gia vào quan hệ tình dục hậu môn . Cảnh hậu trường đầu tiên của cô là trong Naomi: There's Only One . Cô ghi nhận ngành công nghiệp giải trí với việc giúp đỡ cô trong việc khám phá ra rằng đó là một hoạt động tình dục mà cô rất yêu thích. Cô đã đưa ra một câu chuyện tương tự về việc làm cách nào mà cô đã trở thành một nữ diễn viên khiêu dâm với các cảnh quay giữa phụ nữ với phụ nữ và đó chính là niềm vui mà họ mang đến cho cô. Cô cũng bày tỏ sự oán giận đối với những người chỉ trích cô phải tập trung vào sự dao động tăng ký trọng lượng của cơ thể cô sau khi vào ngành tình dục khiêu dâm và giải thích rằng trước khi vào ngành khiêu dâm tình dục, cô là một người yêu thể thao và ốm tự nhiên .

## Giải thưởng
- 2007 AVN Award – Best New Starlet[4]
- 2007 AVN Award – Best POV Sex Scene – Jack's POV # 2 (with Tommy Gunn)[4]
- 2007 Adam Film World Guide Award – Starlet of the Year[5]